# Carlos Forcadell
Carlos Forcadell Álvarez (Zaragoza, 26 de marzo de 1946) es un historiador español. Desde 1990 es catedrático de Historia Contemporánea en la Universidad de Zaragoza y dirige la Institución "Fernando el Católico" desde 2007. En septiembre de 2008, el Ayuntamiento de Zaragoza lo nombró cronista oficial de la ciudad.

## Biografía profesional
Nacido en Zaragoza en 1946, tras licenciarse en Historia en 1969 por la Universidad de Zaragoza, obtuvo una beca del gobierno alemán que le permitió continuar durante dos cursos completos sus estudios y su formación en la Universidad de Heidelberg. Durante esa estancia  (1972-74), asistió a las clases del Historisches Seminar (Seminario Histórico), investigó en el Institut für Sozial und Wirtchschaftgeschichte (Instituto de historia social y económica) e impartió clases de lengua y cultura españolas como profesor asistente en el Dolmetscher Institut de dicha Universidad. De regreso a España, impartió docencia en el Instituto de Ciencias de la Educación de la Universidad de Bilbao, en la Facultad de Ciencias Económicas y Empresariales de Zaragoza, en la Universidad del País Vasco y en la Facultad de Filosofía y Letras de Zaragoza, en la que fue promocionado a catedrático de Historia Contemporánea en 1990. Los años de trabajo en esta Facultad están marcados por la estrecha colaboración con Juan José Carreras Ares.
En el terreno de la investigación, inició su currículum como historiador de la sociedad y de las organizaciones políticas y sindicales movimiento obrero en la España contemporánea (su tesis doctoral trató sobre El movimiento obrero español ante la Gran Guerra 1914-1918) y es autor de numerosas publicaciones sobre esta materia. Tras unos primeros trabajos centrados en la evolución de la propiedad de la tierra tras las reformas liberales en áreas de la España interior (1991), o en las redes de poder y control social correlativas (1995), sus siguientes investigaciones, tanto propias como dirigidas, sobre usos públicos de la historia, culturas políticas en la España contemporánea y políticas del pasado e historiografía, pasaron a orientarse hacia temas y perspectivas de historia cultural o de historia cultural de la sociedad y de la política.
Ha sido investigador principal de seis proyectos trianuales de investigación consecutivos concedidos por los correspondientes organismos nacionales de investigación; la concepción y los resultados de los mismos es una buena muestra de la evolución de la historiografía contemporaneísta reciente, desde el primero, centrado en la evolución y comparación de la propiedad de la tierra tras las reformas liberales (1830-1900) en áreas de la España interior como Aragón y Castilla, concedido en 1991. El equipo de investigación, que ha promocionado numerosos becarios y profesores permanentes, presenta una clara continuidad, sobre unas líneas que han ido evolucionando de modo coherente con los cambios temáticos y metodológicos recientes de la historiografía contemporaneísta; por esta razón un segundo proyecto, se ocupó, ya a mediados de los noventa, de un objeto tan característico de historia social como era el estudio del campesinado parcelario, sus estrategias económicas y comportamientos políticos (1800-1936), y un tercer proyecto, (1998-2001) abordó, en coherencia con los estudios antecedentes, un plano ya más decididamente político, como refleja el título de «Estado y sociedad civil: redes de poder y control social en Aragón (1890-1930).
Los dos siguientes proyectos de investigación se plantearon los temas de Los usos públicos de la historia en Aragón y en España durante el siglo XIX: historiografía, política y memoria colectiva (2001-2004) y Espacio publico y culturas políticas en la España contemporánea.
(2005-2008). Ambos tenían un sesgo ya claramente de historia cultural o de historia cultural de la sociedad y de la política y como tales aparecen como un claro precedente del actual proyecto de investigación dedicado a «La cultura nacional española: culturas políticas, políticas del pasado e historiografía en la España contemporánea». La actividad y presencia pública del grupo de investigación queda también manifiesta por el hecho de formar parte de la acción complementaria dirigida por Manuel Pérez Ledesma sobre una “Red temática de historia cultural de la política”, en la que participan varias universidades, aprobada en 2008 (Ref. HAR2008-01453-E/HIST).

## Cargos
- Subdirector del Departamento de Historia Moderna y Contemporánea 1985-1995
- Director del Departamento de Historia Moderna y Contemporánea, 1995-1999 y 2003-2005
- Miembro de la Comisión Permanente de la Facultad de Filosofía y Letras, 2005-2008
- Presidente de la Asociación de Historia Contemporánea (2006-2013)
- Director de la Revista “Ayer” (2006-2010)
- Decano en funciones de la Facultad de Filosofía y Letras, abril-mayo de 2008.
- Coordinador del programa de doctorado interdepartamental "España Contemporánea: política, sociedad, cultura", reconocido con mención de calidad, 2005-2009
- Miembro del consejo de Redacción de las revistas Zurita (IFC, Zaragoza), Alcores (Universidad de Salamanca), Huarte de San Juan (Universidad Pública de Navarra)…etc.
- Director de la Institución Fernando el Católico (2007-)
- Cronista Oficial de la Ciudad de Zaragoza (desde 5.02.2009)

## Obras
- Parlamentarismo y bolchevización. El movimiento obrero español, 1914-18; 1978.
- Estudios de Historia Contemporánea de Aragón (en colab. con E. Fernández); Zaragoza, 1978.
- Historia de la Prensa Aragonesa (colab. con E. Fernández); Zaragoza, 1979.
- Historia del Socialismo en Aragón (varios autores); Zaragoza, 1979.
- «Los estudios de Historia Agraria en Aragón» (en colaboración con Sarasa y Colás); en III J.E.A.E.S.A., Zaragoza, 1981.
- Tres estudios de Historia Económica de Aragón; Zaragoza, 1982.
- Historia de la Universidad de Zaragoza (1845-1868); Madrid, 1983.
- Las Internacionales Obreras (en colab. con Fernando Claudín); Historia 16, Madrid, 1985.
- Aragón contemporáneo: estudios (con Eloy Fernández Clemente); Zaragoza, 1986.
- Banco Zaragozano: 75 aniversario, 1910-1985; Zaragoza, 1986.
- El regeneracionismo turolense a finales del siglo XIX; Teruel, 1993.
- Historia contemporánea de Aragón; Zaragoza, 1993.
- Andalán, 1972-1987: los espejos de la memoria; Zaragoza, 1997.
- Historia de Aragón; Zaragoza, 1998.
- "Usos públicos de la Historia", (Ed. apud JJ. Carreras): Ed. Marcial Pons, Madrid, 2003, 360 pgs.
- Introducción y edición del dossier sobre "A los 125 años de la fundación del PSOE. Las primeras políticas y organizaciones socialistas", Revista "Ayer", número 54, Ed. Marcial Pons, Madrid,2004
- "La historia social, de la clase a la identidad. en E. Hernández Sandoica y A. Langa, eds.: "Sobre la historia actual. Entre política y cultura", Ed. Abada, Madrid, 2005, pgs. 14-37.
- "La nación liberal y el pasado del reino de Aragón", pgs. 3-68, estudio preliminar a la edición del libro (apud. V. Maza): "Historia y política: escritos de Braulio Foz", 415 pgs. Ed. IFC, Zaragoza, 2005
- "Aragón, el Reino en provincias", pgs. 190-210 del libro editado por C. Forcadell y M. Cruz Romeo: "Provincia y nación: los territorios del liberalismo", 320 pgs., Ed. IFC, Zaragoza, 2006
- «Los usos públicos de la historia actual », en G. Capellán ed. : « Sociedad de masas, medios de comunicación y opinión publica », Vol I, pgs. 35-55, Logroño, IER,2008
- «Tuñon de Lara, los historiadores contemporáneos y la transición democrática », Cuadernos de Historia Contemporánea, Universidad complutense, vol.30, Madrid, 2008, pgs 185-198.
- «El primer sindicalismo de masas en España : la movilización social y política en 1916-1920,
- «Studia Historica », Salamanca, 2008, pgd. 65-80
- Paisajes para después de una guerra. El Aragón devastado y la reconstrucción bajo el franquismo » (Ed. apud. A. SAbio), Zaragoza, 2008
- “Discursos de España en el siglo XX”, (apud I.Saz y P.Salomon) Valencia, PUZ, 2009.
- "Razones de historiador. Magisterio y presencia de Juan José Carreras", Editor, Zaragoza, 2009